# Успенский собор Елецкого монастыря
Успенский собор (укр. Успеньский собор) — соборный храм Елецкого монастыря в Чернигове. Его строительство в самом начале XII века связано с именем родоначальника Ольговичей, черниговского князя Олега Святославича. Этот памятник почти целиком дошёл до нашего времени, хотя и с позднейшими наслоениями в стиле украинского барокко.
Имеет статус памятника архитектуры национального значения с охранным № 817/1.

## История
Построен вскоре после Любечского съезда 1097 года черниговским князем Олегом Святославичем. Во время татаро-монгольского нашествия хана Батыя собор был разграблен и сожжён. Восстановлен в 1445 году при князе Иване Можайском. Во время захвата и разрушения Чернигова поляками Успенский собор сгорел. Более всего пострадала верхняя часть собора, которая вследствие пожара обрушилась. В 1699—1674 годах Успенский собор восстановили, придав некоторые черты украинского барокко.

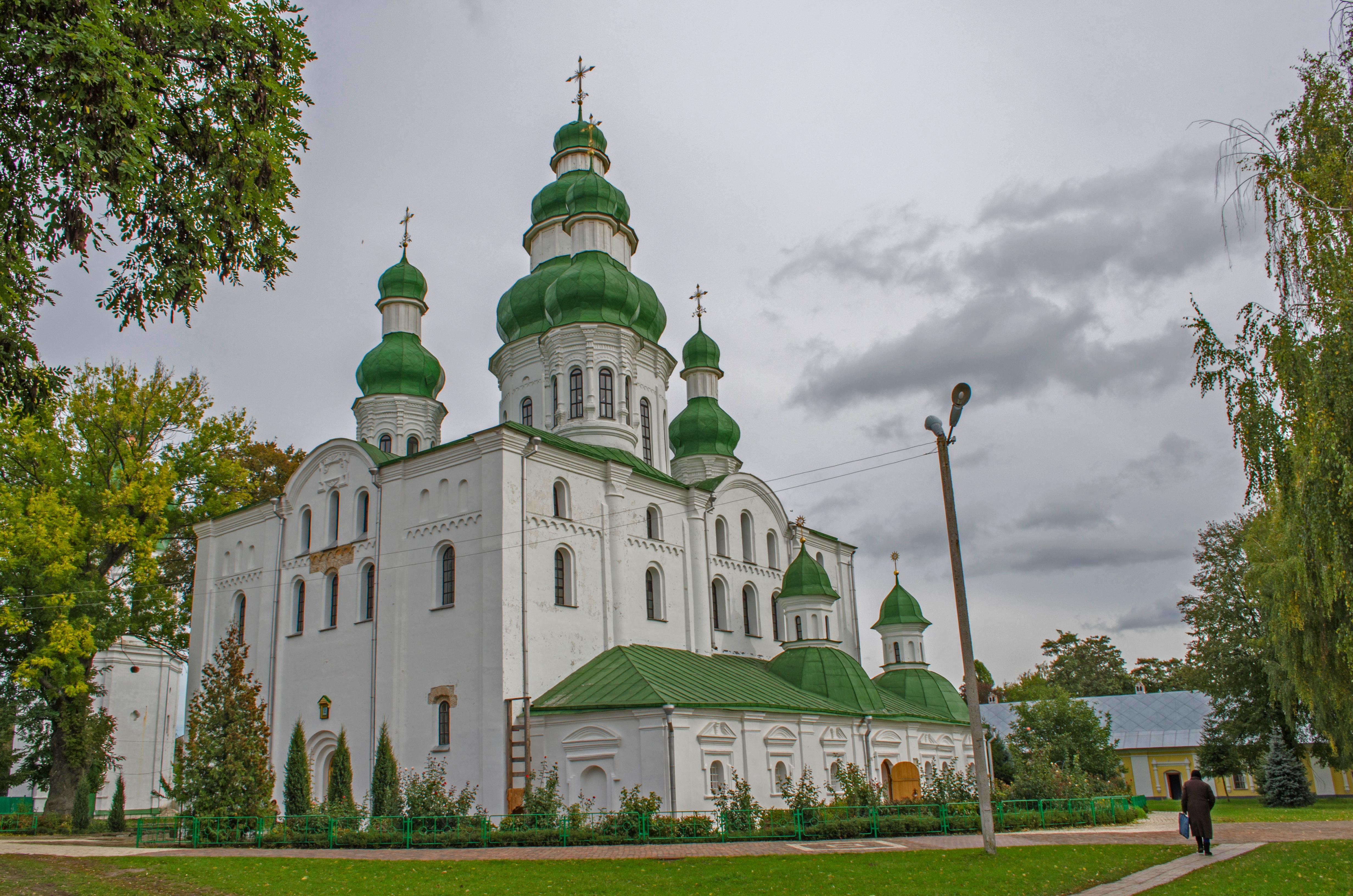
Успенский собор, общий вид

В 1924 году собор был закрыт советскими властями и передан местному краеведческому музею. Учитывая большое историко-культурное значение Елецкого Успенского собора, Совнарком УССР объявил здание историко-культурным памятником всеукраинского значения и передал его на содержание госбюджета. Во время оккупации 1941—1943 годов собор был превращён немецкой армией в конюшню. В 1941 году пострадал от зажигательной бомбы. После войны в южном приделе собора, где имелись фрески, хранили соль, разрушительно напитавшую стены. Потом 850-летний храм был превращен в склад запчастей и металлолома. В 1961—1962 годах Успенский собор реставрировала межобластная специализированная научно-реставрационная производственная мастерская № 3.
В 1992 году Успенский собор в составе Елецкого монастыря был передан православной общине УПЦ. Основательные ремонтно-восстановительные работы в соборе были проведены лишь в 1998 году.

## Архитектура
В плане собор представляет собой большой (16,28 х 26,57 м) трехнефный храм с шестью столпами и тремя апсидами, схожий по архитектуре с Успенским собором Печерского монастыря в Киеве. Миниатюрная часовня с собственной апсидкой встроена в юго-западный угол, однако снаружи её не видно. Судя по археологическим изысканиям, с трёх сторон (перед каждым входом в храм) в древности, вероятно, были устроены галереи (или притворы тамбурного типа). В интерьере сохранились отдельные следы фресок XII века.